# Mujuri
Mujuri (en georgiano: მუხური; en abjasio: Махәыр, romanizado: Majur) es un pueblo que pertenece a la parcialmente reconocida República de Abjasia, dentro del distrito de Tkvarcheli, aunque de iure es parte del municipio de Gali de la República Autónoma de Abjasia de Georgia.

## Toponimia
En el pasado era conocido como Sasharingio (en georgiano: საშარინგიო).

## Geografía
Mujuri está a 30 km al sur de Tkvarcheli. Limita con Tsarche en el norte, separado por el río Okumi; Achigvara y Shesheleti (distrito de Ochamchire) en el oeste; Okumi en el este y el pueblo de Pirveli Gali en el sur.

## Historia
Mujuri fue en el pasado parte de la región histórica georgiana de Mingrelia y desde el siglo XVII de Samurzakán. A fines del siglo XIX, Samurzakán se dividió en dos zonas lingüísticas: el abjasio permaneció en las zonas montañosas mientras y el mingreliano permaneció en las tierras bajas. Mujuri pertenecía a una zona estrecha donde se mezclaban las dos lenguas. Después del establecimiento de la Unión Soviética, la aldea formó parte de la RASS de Abjasia dentro del distrito de Gali. En este periodo casi toda la población era de nacionalidad georgiana.
Durante la guerra de Abjasia en 1992-1993, la aldea estuvo controlada por las tropas del gobierno georgiano y, después de los combates, la población quedó bajo el dominio separatista de Abjasia. En comparación con la situación anterior a la guerra, la población se ha reducido en dos tercios partes.
Según los acuerdos de Moscú de 1994 sobre el alto el fuego y la división de las partes beligerantes, esta parte del distrito de Tkvarcheli se integró en la zona de amortiguamiento, donde la seguridad de las fuerzas de paz de la CEI se ocupaba de la seguridad dentro de la misión UNOMIG. Además Mujuri fue transferido del distrito de Gali a distrito de Tkvarcheli. Las fuerzas de paz abandonaron Abjasia después de que Rusia reconociera su independencia en 2008.

## Demografía
La evolución demográfica de Mujuri entre 1886 y 2011 fue la siguiente:
| 1002                                                | 906 | 1019 | 1540 | 522 |
| (Fuente: Population of Abkhazia since Soviet times) |     |      |      |     |

La población ha disminuido a más de la mitad tras la guerra de Abjasia pero su composición no ha variado, siendo inmensamente mayoritarios los georgianos étnicos.
|              | 2011      | 2011       |
| Grupo étnico | Población | Porcentaje |
| ------------ | --------- | ---------- |
| Georgianos   | 509       | 97,5%      |
| Abjasios     | 13        | 2,5%       |
| Rusos        | 0         | 0%         |
| Total        | 522       | 100%       |